# 시표 추적
시표 추적(eye tracking) 또는 시선 추적(視線追跡)은 응시점 또는 두부(頭部)에 상대적인 안구의 움직임을 측정하는 과정이다. 시선 추적기(eye tracker, 아이 트래커)는 안구의 위치와 안구의 움직임을 측정하는 장치이다. 시선 추적기는 심리학, 심리언어학, 마케팅 부문에서 시각 기관의 연구에 사용되며, 인간-컴퓨터 상호작용과 제품 디자인에는 입력 장치로서 사용된다. 시선 추적기는 또한 재활 및 지원 부분에서 이용이 점차 증가하고 있다. (예: 휠체어 제어, 로봇 팔과 인공 기관) 안구의 움직임을 측정하기 위한 방식의 수는 많다. 가장 대중적인 것은 비디오 이미지를 사용하여 그곳에서 안구의 위치를 가져오는 것이다. 다른 방식으로는 탐색 코일을 사용하거나 전기 안구도 기록에 기반을 두는 방법이 있다.

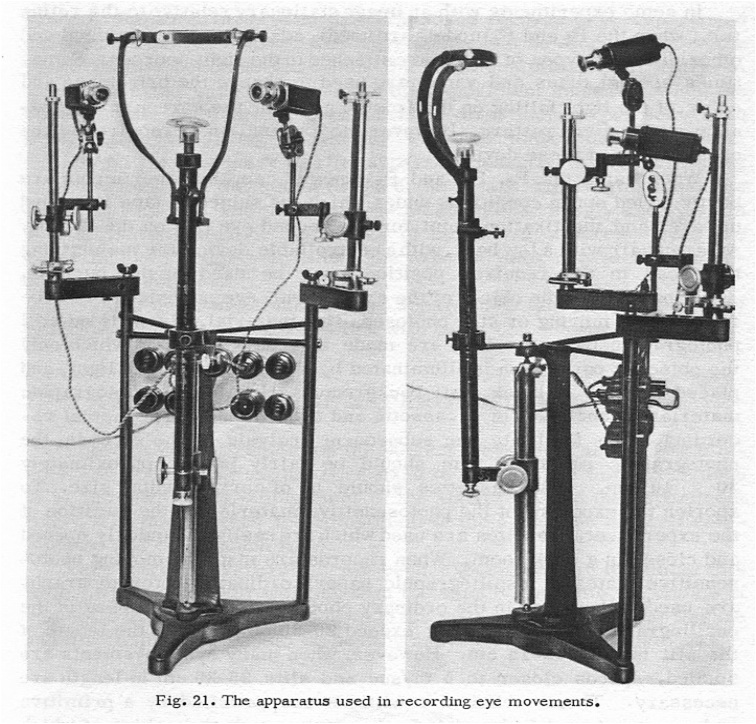
1960년대의 Yarbus 시선 추적기.

## 역사
1800년대에 안구의 움직임에 관한 연구는 직접적인 관찰을 통해 이루어졌다.
1879년 파리의 루이 에밀 자발은 읽기는 안구를 텍스트 주변에 부드럽게 쓸고 지나가면서 읽는 일을 수반하지 않으며 일련의 정지부와 빠른 단속적 운동이 존재한다는 것을 발견하였다. 이러한 관찰을 통해 읽기에 대한 중요한 질문들이 제기되었는데, 이 질문들은 1900년대에 탐구되었다: 어느 단어에 눈이 정지하는가? 얼마나 오랫동안 정지하는가? 이미 본 단어에 언제 회귀하는가?

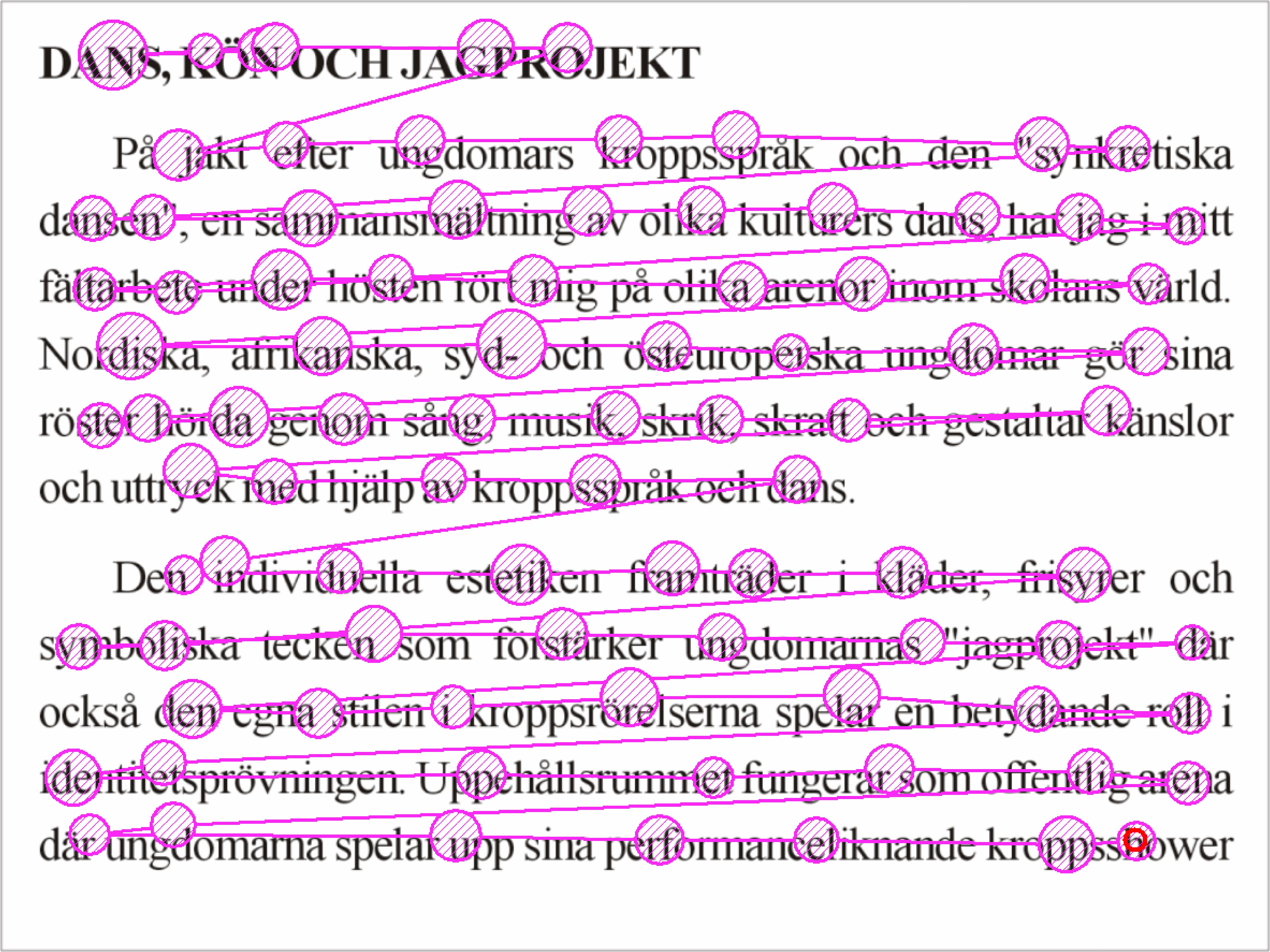
텍스트 위에 표시해 놓은 고정부(fixation)와 빠른 단속적 운동(saccade). 이는 읽기 중에 수반되는 안구 운동의 일반적인 패턴이다. 안구는 정적인 문자를 부드럽게 쓸고 지나가지 않는다.

에드먼드 휴이(Edmund Huey)는 초기의 안구 추적기를 개발했으며, 동공 구멍이 있는 일종의 콘텍트 렌즈를 사용하였다. 이 렌즈는 움직임의 반응에 따라 움직이는 알루미늄 포인터에 연결되었다.

## 같이 보기
- 중심와
- 눈 운동
- 안뜰눈 반사
- 홱보기

## 참고 문헌
- Cornsweet, TN; Crane, HD (1973). “Accurate two-dimensional eye tracker using first and fourth Purkinje images”. 《J Opt Soc Am》 63 (8): 921–8. Bibcode:1973JOSA...63..921C. doi:10.1364/josa.63.000921. PMID 4722578.
- Cornsweet, TN (1958). “New technique for the measurement of small eye movements”. 《JOSA》 48 (11): 808–811. Bibcode:1958JOSA...48..808C. doi:10.1364/josa.48.000808.
- Just MA, Carpenter PA (1980) A theory of reading: from eye fixation to comprehension. Psychol Rev 87:329–354
- Rayner, K (1978). “Eye movements in reading and information processing”. 《Psychological Bulletin》 85 (3): 618–660. CiteSeerX 10.1.1.294.4262. doi:10.1037/0033-2909.85.3.618. PMID 353867.
- Rayner, K (1998). “Eye movements in reading and information processing: 20 years of research”. 《Psychological Bulletin》 124 (3): 372–422. CiteSeerX 10.1.1.211.3546. doi:10.1037/0033-2909.124.3.372. PMID 9849112.